# 中本浩
中本 浩（なかもと ひろし、1966年8月22日 - ）は、日本の元アマチュア野球選手（外野手）、野球指導者。広角打法に定評のある中距離打者だった。

## 経歴
中学時代は大阪東ジャガーズで全国優勝を果たし、監督の山本泰（前PL学園監督）の誘いで進学した大産大高校では3年夏にエースとして大阪府大会決勝まで進んだが、2年生桑田真澄・清原和博擁するPL学園高校に0-4で敗れ、甲子園への切符は掴めなかった。
高校卒業後は亜細亜大学に進学。4年まで投手も務めた。同期に主将の生田勉（のち亜大監督）やPL出身の北口正光（のち東農大監督）、2年上に阿波野秀幸、佐藤和弘、1年上に与田剛（のち中日監督）、2年下に小池秀郎、高津臣吾（のちヤクルト監督）らがいた。
1989年に松下電器に入社すると、外野手に専念して同年の都市対抗で若獅子賞を受賞し、指名打者として社会人ベストナインにも選ばれた。1990年はIBAFワールドカップで右翼手として起用され、佐藤真一に次ぐチーム2位の打率を記録した。また、前年に続き社会人ベストナインを受賞している。
1992年にはバルセロナオリンピック野球日本代表に選ばれ、予選の対キューバ、イタリア戦では右翼手、台湾戦では指名打者として先発出場した。途中出場も含め4試合の11打席で4四死球と出塁率は低くなかったが、代表の野手で唯一ノーヒットに終わっている。1994年は日本選手権で打率.636を記録し、首位打者賞を獲得した。
現役引退後は野球部長を務めたほか、ボーイズリーグの生駒ボーイズのコーチとして元山飛優などを指導している。
2021年にパナソニック野球部の副部長に就任。2022年からはGMを務め、2023年からは総監督を兼務する。2025年1月1日付で監督に就任。